# Khalid
Khalid (in arabo: خالد) è un nome proprio di persona arabo maschile.

## Varianti
- Maschili: خالد (Khaled)[1]
- Femminili: خالدة (Khalida)[1]

## Origine e diffusione
Deriva dall'arabo خلد (khalada, "vivere per sempre"), e vuol dire quindi "eterno", "immortale". Ha quindi significato analogo ai nomi Ambrogio, Atanasio e Javed.
È molto noto per essere stato il nome di Khalid ibn al-Walid, un compagno di Maometto e grande guerriero arabo musulmano.

## Onomastico
Il nome è adespota, cioè non è portato da alcun santo. L'onomastico quindi si festeggia il giorno di Ognissanti, che è il 1º novembre.

## Persone
- Khalid Abdalla, attore britannico

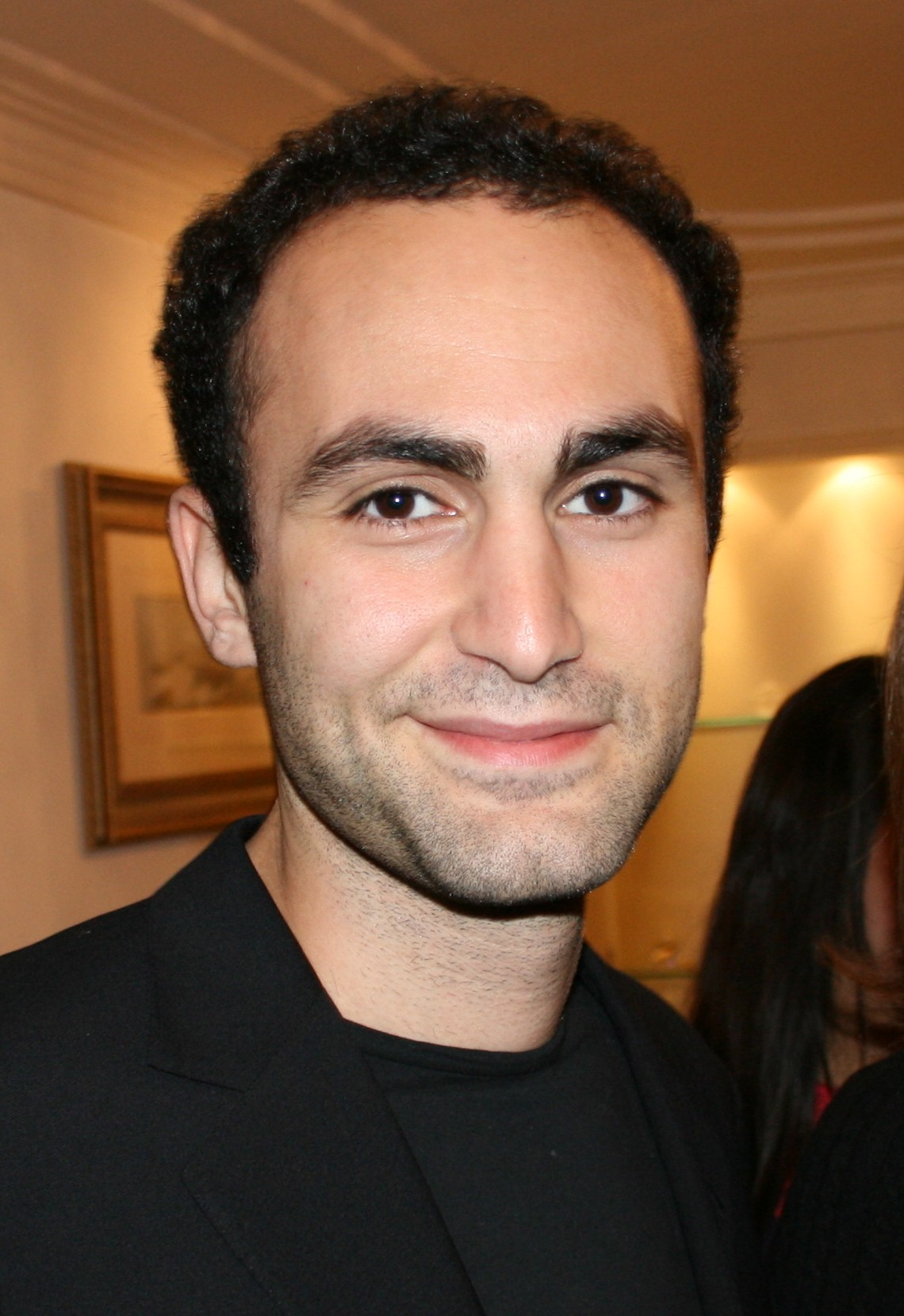
Khalid Abdalla

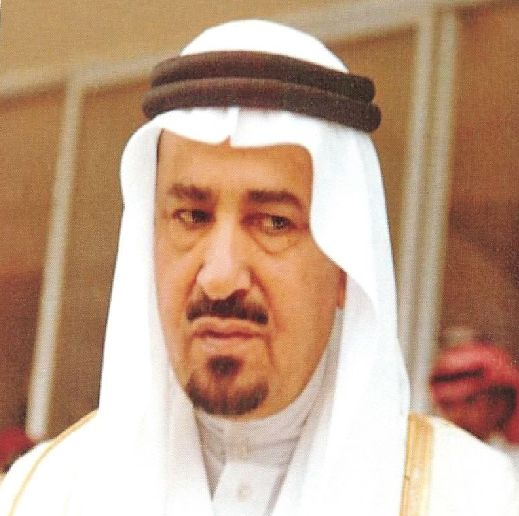
Khalid dell'Arabia Saudita

- Khalid al-Islambuli, terrorista e militare egiziano
- Khalid Al-Muwallid, calciatore saudita
- Khalid Al Qassimi, pilota di rally emiratino
- Khalid Al-Rashaid, calciatore saudita
- Khalid Al-Temawi, calciatore saudita
- Khalid Askri, calciatore marocchino
- Khalid bin Barghash di Zanzibar, sultano di Zanzibar
- Khalid Boulahrouz, calciatore olandese
- Khalid Darwish, calciatore kuwaitiano
- Khalid dell'Arabia Saudita, re dell'Arabia Saudita
- Khalid Eisa, calciatore emiratino
- Khalid El-Amin, cestista statunitense
- Khalid ibn al-Walid, guerriero arabo
- Khalid ibn Sa'id, Sahaba di Maometto
- Khalid Ismaïl, calciatore emiratino
- Khalid Izri, cantante spagnolo
- Khalid Khannouchi, atleta marocchino naturalizzato statunitense
- Khalid Sebil Lashkari, calciatore emiratino
- Khalid Muftah, calciatore qatariota
- Khalid Reeves, cestista statunitense
- Khalid Shamis, regista e produttore cinematografico sudafricano
- Khalid Shaykh Muhammad, terrorista kuwaitiano
- Khalid Sinouh, calciatore marocchino
- Khalid Skah, atleta marocchino

### Variante Khaled
- Khaled, cantante algerino

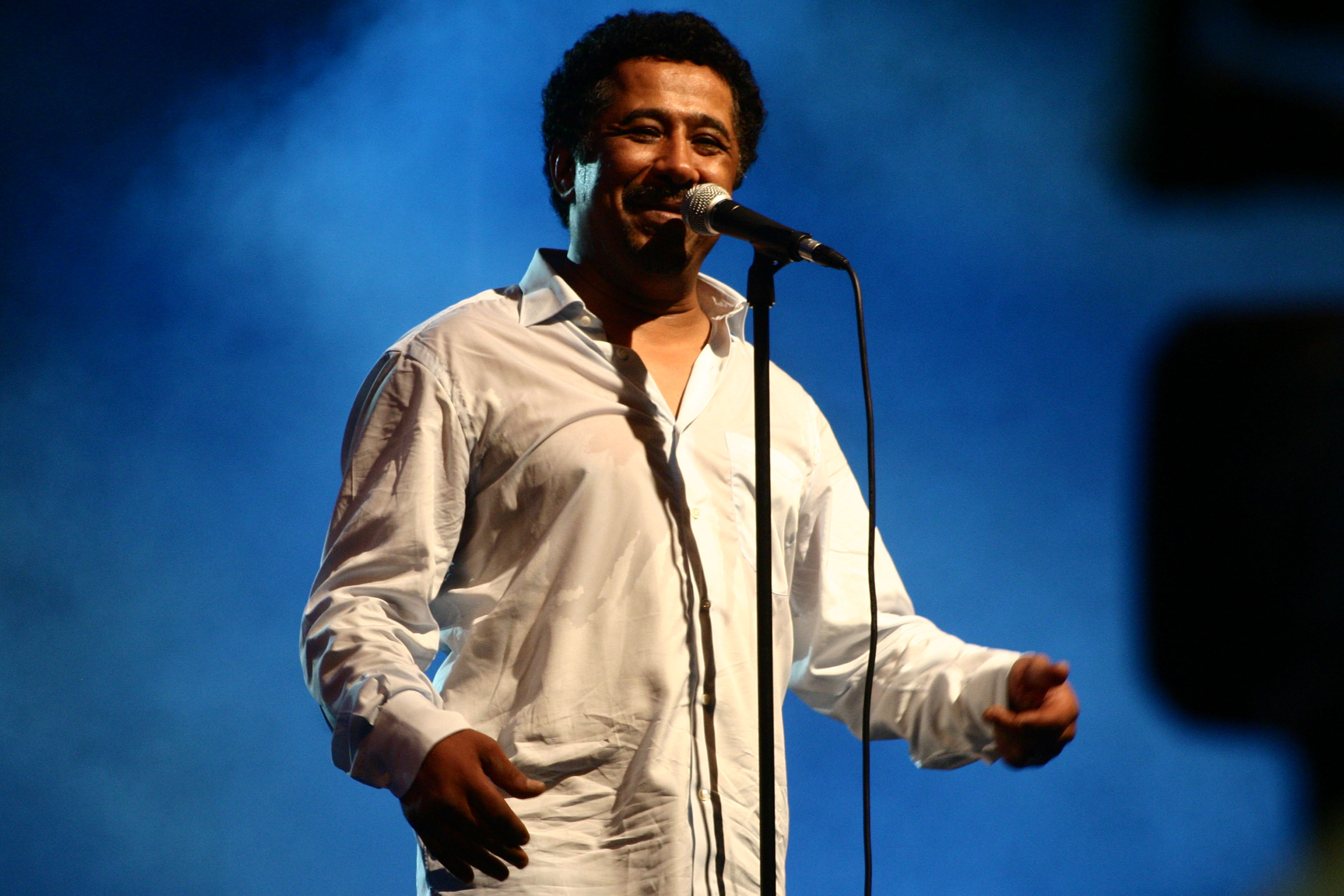
Khaled

- Khaled Abou El Fadl, scrittore kuwaitiano
- Khaled Al-Behair, giocatore di calcio a 5 saudita
- Khaled Al-Hazaa, calciatore saudita
- Khaled Ali, politico egiziano
- Khaled Al Khamissi, scrittore, regista e giornalista egiziano
- Khaled Fouad Allam, sociologo e politico algerino naturalizzato italiano
- Khaled Al-Zylaeei, calciatore saudita
- Khaled Alnafisah, giocatore di calcio a 5 saudita
- Khaled Azaiez, calciatore tunisino
- Khaled Aziz, calciatore saudita
- Khaled Badra, calciatore tunisino
- Khaled El-Amin, calciatore egiziano
- Khaled Fadhel, calciatore tunisino
- Khaled Gahwji, calciatore saudita
- Khaled Gasmi, calciatore tunisino
- Khaled Hafez, artista egiziano
- Khaled Hosseini, scrittore e medico afghano
- Khaled Kharroubi, calciatore algerino
- Khaled Lemmouchia, calciatore algerino
- Khaled Lounici, giocatore di calcio a 5 algerino
- Khaled Kasab Mahameed, avvocato israeliano
- Khaled Korbi, calciatore tunisino
- Khaled Mardam-Bey, informatico palestinese naturalizzato britannico
- Khaled Mesh'al, politico palestinese
- Khaled Mohamed, calciatore libico
- Khaled Mouelhi, calciatore tunisino
- Khaled Souissi, calciatore tunisino